# Masacres de Sacaba y Senkata

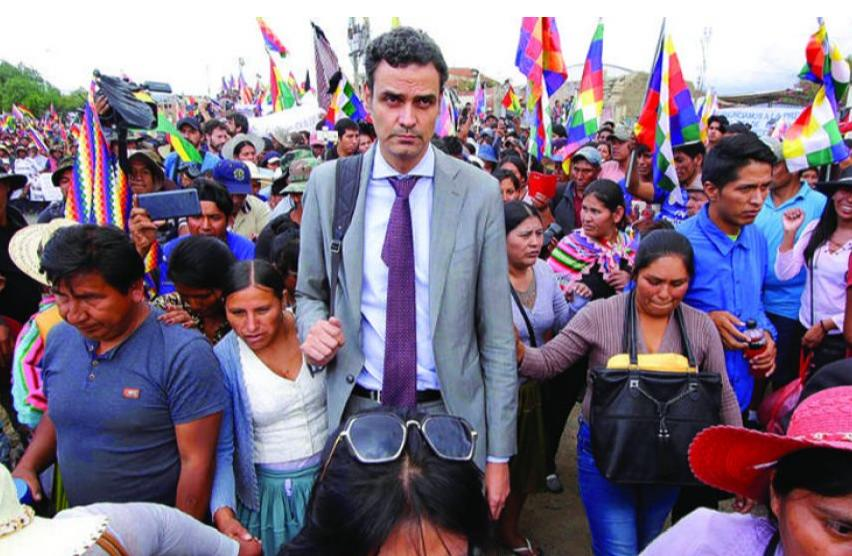
Investigación de la CIDH de masacre de Senkata y Sacaba

Se conocen como masacres de Sacaba y Senkata a los hechos sucedidos en dichas localidades durante las intervenciones militares ante las protestas y actos considerados terroristas por el nuevo gobierno, emergidos luego de la asunción de Jeanine Áñez a la presidencia de Bolivia en noviembre de 2019, en el marco de la crisis política del 2019.
El 15 de noviembre, al menos 11 civiles perdieron la vida y otros 120 resultaron heridos en Sacaba, en el departamento de Cochabamba. El 19 de noviembre, en cercanías de Senkata, barrio de la ciudad de El Alto, en el Departamento de La Paz, otros 11 civiles perdieron la vida y 78 heridos. En ningún caso se produjeron bajas entre los efectivos policiales y militares. El 10 de diciembre de 2019 la CIDH condenó enfáticamente los enfrentamientos de Sacaba y Senkata.
Arturo Murillo, ministro de Gobierno de Bolivia, afirmó que la totalidad de las personas fallecidas habían sido "muertos con escopeta, con bala (calibre) 22, con dinamita, o sea son asesinados por sus mismos compañeros, está afirmación fue hecha sin antes realizar la autopsia de los fallecidos y no se escucho ningún testimonio de las personas heridas, que posteriormente afirmaron haber sido disparados por los militares". Juan Lanchipa, fiscal General del Estado, informó que, según las conclusiones del Instituto de Investigaciones Forenses (IDIF), en los atentados a la Planta de Yacimientos Petrolíferos Fiscales Bolivianos (YPFB) en Senkata se usaron bombas molotov y dinamita.
El 10 de diciembre de 2019 la Comisión Interamericana de Derechos Humanos calificó de masacres, las muertes de civiles ocurridas en las ciudades de Senkata y Sacaba e hizo mención a “la pérdida de vidas humanas en diferentes sucesos en todo el país” sin embargo esta dista con los Informes del Instituto de Investigaciones Forenses (IDIF) donde se demostró el uso de armamento bélico usado durante las protestas.
En el mes de julio de 2020, la Clínica Internacional de Derechos Humanos de Harvard emitió un informe en el que establece que el Gobierno de Jeanine Áñez cometió vulneraciones a los DDHH.
En septiembre de 2020, la Defensoría del Pueblo de Bolivia, en el informe "Crisis de Estado, violación de derechos humanos en Bolivia", afirmó que las acciones de los efectivos policiales y militares en Sacaba y Senkata derivaron en un enfrentamiento y que el Gobierno de Jeanine Áñez era responsable de delitos de lesa humanidad, desligando por completo a quienes ordenaron el uso de armamento en dichas protestas de partidarios del Movimiento al Socialismo.

## Marco legal
El 15 de noviembre de 2019, el Gobierno de Jeanine Áñez promulgó el decreto 4078 que, entre otras disposiciones, eximía de responsabilidad penal a los efectivos de las Fuerzas Armadas de Bolivia que actuaran ante las protestas. Entre otros puntos, el decreto establecía: 

Artículo 3. El personal de las FF.AA., que participe en los operativos para el restablecimiento del orden interno y estabilidad pública estará exento de responsabilidad penal cuando en cumplimiento de sus funciones constitucionales, actúen en legítima defensa o estado de necesidad, en observancia de los principios de legalidad, absoluta necesidad y proporcionalidad, de conformidad con el Art. 11 y 12 del Cód. Penal. Ley 1760 y el Código de Procedimiento Penal.”

Varias organizaciones y personalidades vinculadas a la defensa de los derechos humanos manifestaron su preocupación, entre ellas la Comisión Interamericana de Derechos Humanos, el director de la División de las Américas de Human Rights Watch José Miguel Vivanco y la directora de Amnistía Internacional para las Américas Érika Guevara Rosas.
El decreto fue derogado el 28 de noviembre de 2019, una vez alcanzados los objetivos buscados.
En diciembre de 2019 el Gobierno boliviano emitió el Decreto Supremo 4100 cuyo objetivo era resarcir económicamente con un monto de Bs 50 000 (alrededor de 7200 USD),  a "los familiares de las personas fallecidas y cubrir los gastos de atención médica de las personas que resultaron heridas producto de los actos violentos suscitados en el país entre el 21 de octubre y 24 de noviembre de 2019". 
En el Artículo II se estableció:

Se autoriza al Ministerio de Justicia y Transparencia Institucional destinar recursos por un monto de hasta Bs1.500.000.- (UN MILLON QUINIENTOS MIL 00/100 BOLIVIANOS) para efectuar el pago de la indemnización a los familiares de las personas fallecidas producto de los actos violentos suscitados en el país entre el 21 de octubre y 24 de noviembre de 2019.

Adicionalmente menciona en su artículo IV: 

II.Los familiares de las personas fallecidas y heridas tendrán por reparado su derecho ante cualquier instancia internacional, una vez hecha efectiva la indemnización y resarcimiento.

La propuesta fue rechazada por las familias de las víctimas por la figura de indemnización planteada y la restricción de solicitar la reparación de derechos ante instancias internacionales. La Comisión Interamericana de Derechos Humanos (CIDH) señaló, entre otras consideraciones, que el decreto, al impedir a las víctimas de violaciones de derechos humanos el acceso al Sistema Interamericano de DDHH, no respetaba "los compromisos internacionales asumidos por el Estado de Bolivia"; y destacó que, además de la compensación monetaria, el derecho a la reparación integral "también incluye medidas de satisfacción, rehabilitación, verdad, justicia y garantías de no repetición".
En febrero de 2020 el gobierno replanteó la oferta de dinero bajo la figura de "ayuda humanitaria" a las familias de los fallecidos en Senkata, así como a los heridos y se planteó la eliminación del párrafo referido a la imposibilidad de acudir a instancias de DDHH.

## Cronología de los hechos en la localidad de Sacaba

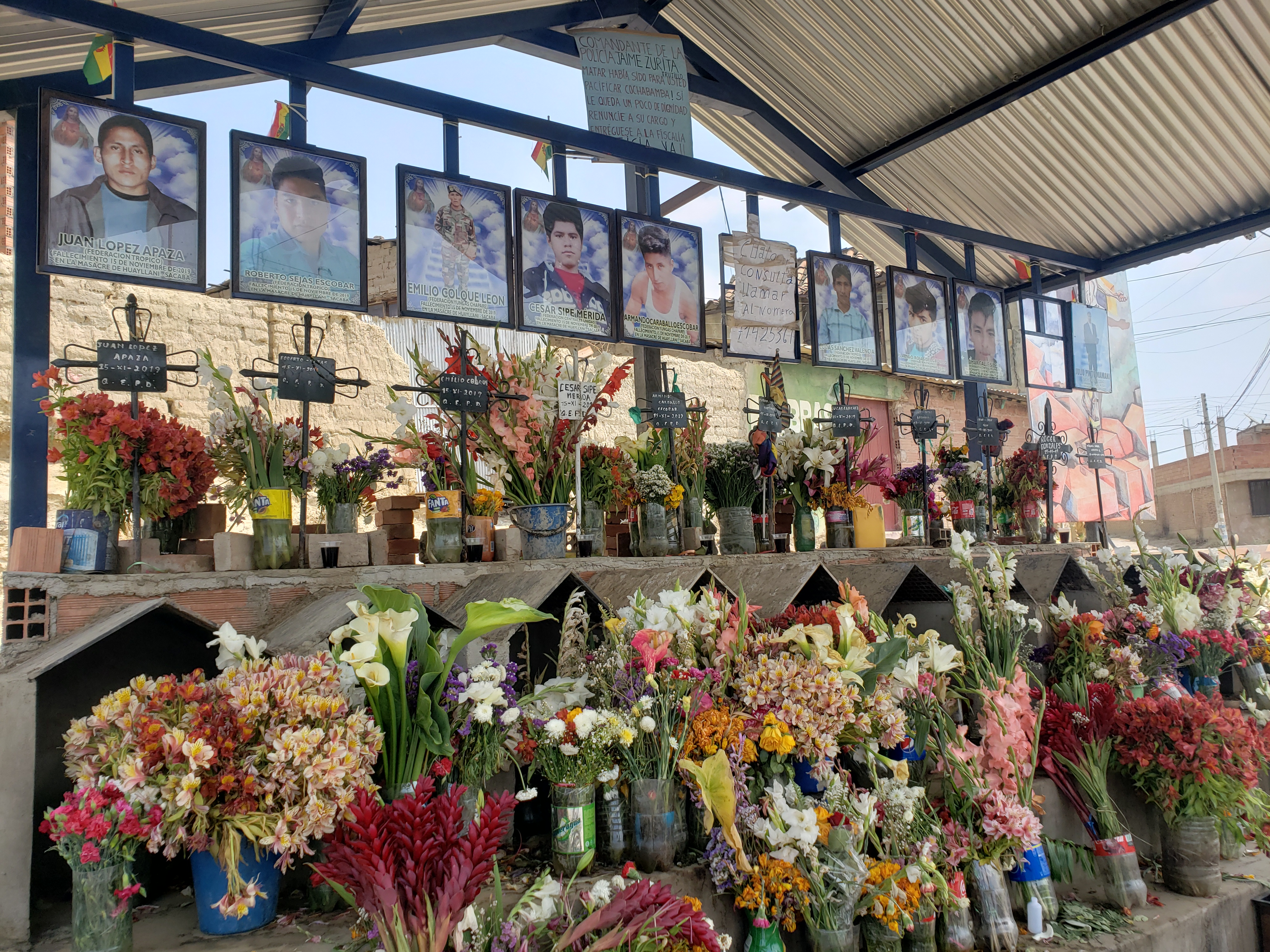
Memorial de Huayllani en honor a personas que perdieron la vida por la represión policial.

El 15 de noviembre un fuerte contingente de grupos cocaleros simpatizantes al MAS trata de ingresar a la ciudad de Cochabamba. Durante los enfrentamientos con la policía, las fuerzas de seguridad de dicho país decomisan una gran cantidad de dinero, armas de fuego y explosivos de dichos manifestantes partidarios del Movimiento al Socialismo.
Luego de varios enfrentamientos con la policía, se reportaron 6 muertos y 115 heridos. El 16 de ese mismo mes, el ministro de Gobierno, Arturo Murillo señaló que la mayoría de las muertes habían sido causadas por los propios manifestantes. Se apuntaba que prueba de ello, el Instituto de Investigaciones Forenses (IDIF) de Bolivia, dependiente del Ministerio Público, confirmó que los ocho manifestantes murieron por armas de fuego calibre .22 y .9 mm y algunos fueron disparados por la espalda mientras enfrentaban a las autoridades. Ninguno de esos calibres correspondía a las armas reglamentarias ni de las fuerzas militares ni de la policía, poniendo en duda calificar estos mismos de ''masacres''
El 19 de noviembre se desplomó una pasarela peatonal en la avenida 6 de marzo en El Alto causado por el uso de dinamitas, que el ministro de la presidencia Jerjes Justiniano calificó un acto de vandalismo y lo atribuyó a los grupos afines al MAS.

## Cronología de los hechos en la zona de Senkata
El 19 de noviembre el gobierno decidió romper los bloqueos en Senkata. Según algunos medios locales, numerosos partidarios del Movimiento al Socialismo (MAS) trataron de ingresar a la planta de procesamiento de gas natural de dicha localidad con la intención de hacerla estallar. 
Para el 20 de ese mismo mes, según la versión del gobierno boliviano perdieron la vida los ciudadanos Deybi Posto Cusi, Edwin Jamachi Paniagua y un tercer fallecido que aún no había sido identificado, durante acciones que el Gobierno califica en palabras del Ministro de defensa como  terrorismo, de la misma manera el gobierno niega el uso de armas militares en el operativo que horas más tarde reportaría más víctimas.
El mismo 20 de noviembre de 2019 las fuerzas de seguridad del país, por orden del ministerio público, logran arrestar y poner detención preventiva a siete personas por actos de terrorismo en el país. Las investigaciones sobre los hechos siguen en curso.

## Informes

### Información forense oficial
Según el Instituto de Investigaciones Forenses del Ministerio Público de Bolivia, los disparos hacia las víctimas mortales de ambos eventos no vinieron de armas reglamentarias ni de la Policía ni del Ejército. En el caso de Sacaba, se usaron armas largas; en el caso de Senkata, armas cortas. El gobierno transitorio de Añez, argumentando esta información, niega responsabilidad en las muertes.

### Informe de la CIDH
El 10 de diciembre de 2019 la Comisión Interamericana de Derechos Humanos presentó un informe preliminar de su visita de observación a Bolivia realizada entre los días 22 y 25 de noviembre de 2019. En él “condena de manera enfática” los Enfrentamientos de Sacaba y Senkata y recomienda una investigación internacional para esclarecer la violencia desatada después de la crisis política cuando Jeanine Añez asumiera el gobierno.
Tras la renuncia y fuga de Morales de la presidencia de Bolivia, el 10 de noviembre del año 2019, luego de la manipulación de resultados y parcialidad en las elecciones cometido por su organización política, un equipo de la CIDH fue asignado para la investigación de los hechos de violencia acometidos por las fuerzas militares en Bolivia en la ciudad de El Alto (Senkata) y Sacaba en Cochabamba. Después de recoger varios testimonios y declaraciones en las localidades mencionadas, el equipo emitió un informe en el que constata 36 muertos y más de 500 heridos. El estudio concluye que las fuerzas militares y policiales gubernamentales habrían abierto fuego contra la población civil, siendo este desmentido por Informes del Ministerio Público de Bolivia y del Instituto de Investigaciones Forenses (IDIF).
El informe enumera una serie de hechos de los cuales la Comisión recibió testimonios, agrupados según las características de los derechos supuestamente vulnerados. Entre ellos da cuenta de incitación a la violencia; arrestos y detenciones arbitrarias; asesinatos; criminalización y persecución de opositores políticos, reales o percibidos y amenazas a la libertad de expresión.

#### Críticas
Una vez conocido el informe de la CIDH, Jeanine Áñez puso en duda la neutralidad de la Comisión y señaló que no habían sido denunciadas las violaciones a los derechos humanos cometidas antes de su asunción como presidenta. 

En el mismo sentido se expresó Jorge Quiroga Ramírez, —quien ejerció la presidencia de Bolivia entre el 7 de agosto de 2001 y el 6 de agosto de 2002—, que señaló que la CIDH no investigó las denuncias recibidas durante el gobierno de Morales, ni actuó a fin de evitar la supuesta elección indefinida por parte del MAS, en lo que calificó como "silencio cómplice". Autoridades del Ministerio de la Presidencia afirmaron que el informe era "injusto, incompleto e inconsistente".
Sectores afines al gobierno interino de Bolivia señalaron que la utilización de la palabra «masacre» es parte de una campaña de desinformación y de fake news, y que el informe es "segado" (sic) y "vergonzoso".  Entre los principales críticos de la CIDH se encuentran varios ex-defensores del pueblo que califican dichas declaraciones de "parcializadas", sin presentar descargos.
Arturo Murillo, Ministro de Gobierno de Bolivia, aseguró que "no refleja la realidad" y que "está favoreciendo solamente al narcoterrorismo".
Algunas críticas señalaron que la falta de neutralidad de la Comisión Interamericana de Derechos Humanos podía vincularse con el hecho de que tiempo después, el expresidente Evo Morales designara como uno de sus abogados defensores al jurista Eugenio Raúl Zaffaroni, uno de los jueces de la Corte Interamericana de Derechos Humanos.

### Informe de la Clínica Internacional de Derechos Humanos de la Universidad de Harvard
En julio de 2020, tras una investigación de 6 meses, la Clínica de DDHH de la Universidad de Harvard (IHCR por su sigla en inglés) emitió un informe titulado “They Shot Us Like Animals” - Black November & Bolivia’s Interim Government (“Nos dispararon como a animales" - Noviembre Negro y el Gobierno Interino de Bolivia) en el que establece que el Gobierno de Jeanine Áñez supuestamente cometió vulneraciones a los DDHH.
El informe, realizado a partir de entrevistas a víctimas, testigos, periodistas y funcionarios, identificó cuatro grandes áreas en las que se cometieron violaciones a los derechos humanos: violencia estatal contra manifestantes armados, falta de investigaciones imparciales y acceso a la justicia, arresto disidentes y violencia civil y paraestatal. Las acciones denunciadas incluyeron ejecuciones extrajudiciales, manipulación de pruebas e intimidación a testigos, advertencias a periodistas, clausura de medios de comunicación críticos a la gestión de Jeanine Áñez y persecución a opositores, apoyo a grupos paraestatales, entre otras.
El informe fue recibido de manera hostil por parte del Ministerio de Justicia y Transparencia Institucional, y calificado como "tendencioso" y "poco serio".

### Informe de la Defensoría del Pueblo
En septiembre de 2020 la Defensoría del Pueblo de Bolivia presentó un informe en el cual dio cuenta de ''masacres'', torturas, detenciones arbitrarias y otros ataques cometidos contra los manifestantes armados por la Policía Boliviana, las Fuerzas Armadas y el Ministerio Público, en el marco de la crisis postelectoral de 2019. El informe califica los hechos como supuestos delitos de lesa humanidad, “al haberse cometido el delito de asesinato de forma sistemática en contra de protestas afines al Movimiento al Socialismo estando estos armados y bajo el conocimiento, órdenes e instrucciones dictadas desde el Gobierno Transitorio, características que configuran un delito de lesa humanidad”. El documento señala que los operativos de Sacaba y Senkata del 15 y 19 de noviembre de 2019 se desarrollaron al amparo del Decreto Supremo 4078, promulgado el 14 de noviembre, que eximía de responsabilidad penal a los efectivos policiales o militares involucrados en las acciones.

## Investigación
En marzo de 2020 la Asamblea Legislativa Plurinacionalidad (ALP) aprobó la creación de una comisión mixta a fin de investigar los hechos. El plazo para el trabajo de la comisión, inicialmente planeado para los primeros días de octubre de 2020, se extendió hasta el 26 de ese mes, debido a la complejidad del tema y las demoras producidas en la recepción de los informes solicitados a autoridades responsables de distintas áreas de gobierno. La entonces presidenta Jeanine Áñez y su ministro de Defensa, Luis Fernando López enviaron los informes solicitados por la comisión el día 22 de octubre. El exministro de gobierno Arturo Murillo no respondió al requerimiento de la comisión. Según los primeros datos dados a conocer, en el marco de los disturbios postelectorales 1500 personas fueron procesadas por terrorismo y sedición; se produjeron 37 víctimas mortales, de las cuales 27 fallecieron por impacto de bala calibres 22, 5.5 milímetros que pertenece a armas de origen norteamericano y calibre 7.62 milímetros que corresponden con fusiles automáticos ligero (FAL); y otras 512 personas resultaron heridas.
El 29 de octubre la Asamblea Legislativa Plurinacionalidad aprobó el informe final de la comisión, en el que se sugería la conveniencia de iniciar el enjuiciamiento de Jeanine Áñez y varios de sus ministros y exministros,  por la posible comisión de diversos delitos, entre los que se señalaron resoluciones contrarias a la Constitución y las leyes, incumplimiento de deberes, asesinato, lesiones graves, lesión seguida de muerte, asociación delictuosa, privación de libertad y desaparición forzada de personas. La Asamblea Legislativa Plurinacional también recomendó el inicio de acciones judiciales a fin de investigar la responsabilidad de los jefes militares y policiales involucrados en los enfrentamientos.